# Монастир Хучап
Монастир Хучап (XIII ст.) знаходиться біля села Привільне (Лорійський марз; Вірменія). Церква побудована з гладкотесаних каменів фельзітного туфу і являє собою купольну будівлю. Праворуч і ліворуч від вівтарної апсиди знаходяться двоповерхові прибудови. Верхні поверхи служили тайниками, до яких вели потаємні ходи. На стінах правостороннього приділу збереглися старовинні фрески.
До західного фасаду церкви прилягає притвор. Монастир має багаті декоративні прикраси.

## Ресурси Інтернету
- Є світлини [Архівовано 23 березня 2012 у Wayback Machine.][недоступне посилання]